# Silvia von Steinsdorff

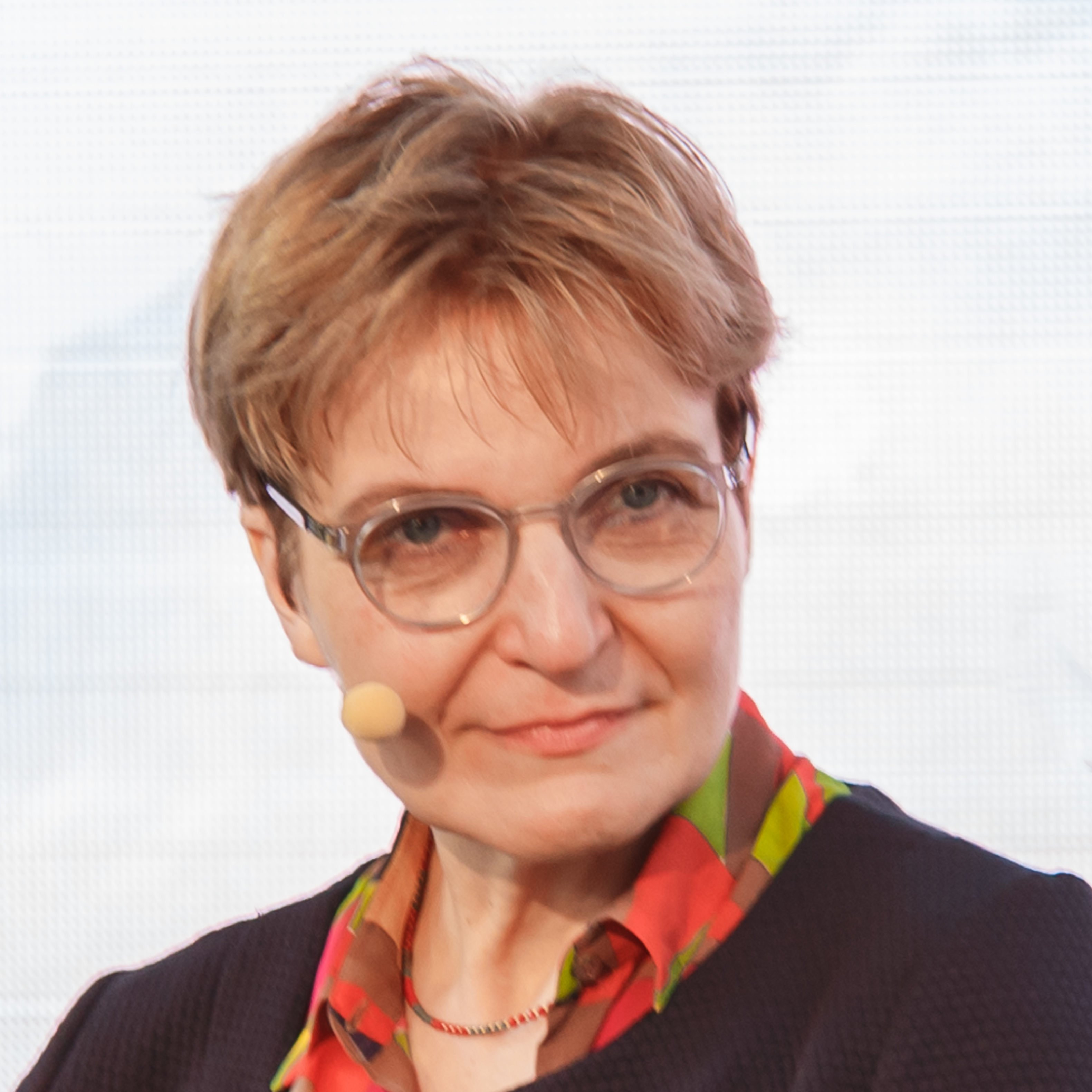
2022 auf der re:publica

Silvia von Steinsdorff ist eine deutsche Politikwissenschaftlerin und Hochschullehrerin. Seit 2009 hat sie die Professur für „Vergleichende Demokratieforschung und die politischen Systeme Osteuropas“ am Institut für Sozialwissenschaften der Humboldt-Universität zu Berlin inne.

## Leben
Silvia von Steinsdorff schloss 1985 ihr Abitur am Wittelsbacher-Gymnasium in München ab und begann im selben Jahr ihr Doppelstudium an der Ludwig-Maximilians-Universität München in Publizistik, Politikwissenschaft, Öffentlichem Recht, Soziologie und Slawistik. Das Studium schloss sie 1990 ab. 1993 legte sie dort ihre Dissertation mit dem Titel "Russland auf dem Weg zur Meinungsfreiheit: die Pluralisierung der russischen Presse zwischen 1985 und 1993" vor, die mit "summa cum laude" ausgezeichnet wurde. Von 1992 bis 2000 war sie an der Münchner Universität wissenschaftliche Assistentin am Lehrstuhl für die politischen Systeme Osteuropas unter Margareta Mommsen. 2001 habilitierte sie und erhielt ihre Lehrbefähigung für Politikwissenschaft. Im selben Jahr übernahm sie ihre erste Vertretungsprofessur an der Martin-Luther-Universität Halle-Wittenberg für "Regierungslehre und Policy-Forschung". 2003 bis 2006 war sie Gastprofessorin an der Humboldt-Universität zu Berlin für "Vergleichende Analyse politischer System, Komparatistik Osteuropa". 2009 erhielt sie einen Ruf an die Humboldt-Universität und wurde am Institut für Sozialwissenschaften Professorin für „Vergleichende Demokratieforschung und die politischen Systeme Osteuropas“. Im Oktober 2017 war sie Guest Researcher an der Princeton University und im März 2020 hielt sie eine Gastprofessur an der Université Paris 1 Panthéon Sorbonne.

## Arbeit
Silvia von Steinsdorffs Arbeitsschwerpunkt liegt im Spannungsfeld zwischen Recht und Politik und beschäftigt sich insbesondere mit Verfassungsgerichten und Verfassungspolitik. Außerdem beschäftigt sie sich mit Parlamenten, Parteien, Demokratisierung und Transformation politischer Systeme. Ihr geographischer Schwerpunkt liegt dort in Osteuropa und der Türkei.
Steinsdorff ist seit 1998 Mitglied in der Deutschen Gesellschaft für Osteuropakunde. Seit 1996 ist sie Mitglied in der Deutschen Vereinigung für politische Wissenschaft (heute: Deutsche Vereinigung für Politikwissenschaft). Seit 2013 ist sie in letzterer Mitglied im Arbeitskreis „Politik und Recht“.

## Werk (Auswahl)

### Monographien
- Russland auf dem Weg zur Meinungsfreiheit: die Pluralisierung der russischen Presse zwischen 1985 und 1993. Dissertation. LIT Verlag, Münster/Hamburg 1994, ISBN 978-3-89473-907-2.

### Herausgeberschaften
- mit Susanne Kraatz: Parlamente und Systemtransformation im postsozialistischen Europa. Leske und Budrich, Opladen 2002, ISBN 978-3-8100-3243-0.
- mit Ellen Bos und Margareta Mommsen: Das russische Parlament. Vorschule der Demokratie?. Lesken und Budrich, Opladen 2003, ISBN 978-3-663-09553-8.
- mit Wolfgang Ismayr: Das politische System Weißrußlands (Belarus). In: Die politischen Systeme Osteuropas, Opladen 2004, S. 429–468, ISBN 978-3-8100-4053-4
- mit Helin Ruf-Uçar: Implementierung von Rechtsnormen. Gewalt gegen Frauen in der Türkei und in Deutschland. Centaurus, Freiburg im Breisgau 2012, ISBN 978-3-86226-173-4.
- mit Ece Göztepe-Celebi, Maria Haimerl, Felix Petersen: The Constitutional Court of Turkey. Between Legal and Political Reasoning. Nomos, Baden-Baden 2020, ISBN 978-3-8487-4632-3.